# Marie Corridon
Marie Corridon   (Washington DC, 5 de febrer de 1930 - Norwalk, 26 de maig de 2010) fou una nedadora estatunidenca que va competir durant la dècada de 1940.
Nascuda a Washington DC, va créixer i aprendre a nada a Norwalk, Connecticut. Va guanyar el campionat dels 100 metres lliures de l'Athletic Amateur Union el 1948 i 1950. El 1948 va prendre part en els Jocs Olímpics de Londres, on va disputar dues proves del programa de natació. Va guanyar la medalla d'or en els 4x100 metres lliures, fent equip amb Thelma Kalama, Brenda Helser i Ann Curtis, mentre en els 100 metres lliures quedà eliminada en sèries.
Després dels Jocs va estudiar al Marymount Manhattan College. Posteriorment va treballar per a Avery Brundage, responsable del Comitè Olímpic dels Estats Units durant molt de temps.